# Molophilus perdistinctus
Molophilus perdistinctus är en tvåvingeart som beskrevs av Alexander 1927. Molophilus perdistinctus ingår i släktet Molophilus och familjen småharkrankar. Inga underarter finns listade i Catalogue of Life.